# 野村大地
野村 大地（のむら だいち、8月24日 - ）は、日本の男性声優。
兵庫県出身。C&Oプロダクション所属。

## 出演

### テレビアニメ
- ガイストクラッシャー（2013年、天念ガス）
- レイトン ミステリー探偵社 〜カトリーのナゾトキファイル〜（2018年、ギャング）

### ゲーム
- ガイストクラッシャー（2013年、天念ガス[1]）
- レゴ ネックスナイツ：マーロック2.0（2016年、ジェストロ）
- ゼノブレイド2（2017年）

### 吹き替え

#### テレビアニメ
- レゴ ニンジャゴー 〜スピン術バトルの使い手〜（2015年、クラウズ）
- レゴ ネックスナイツ（2016年、ジェストロ、モルドロン、バーンジー[2]）

### テレビ番組
- ふたり道（番宣ナレーション）
- NHKスペシャル「”新富裕層”vs.国家～富をめぐる攻防～」（2013年、ボイスオーバー）[3]

### 特撮
- ミレニアム・バンブー 少女陰陽師 妖刀暗鬼伝（2012年1月4日、木刀の声）

### MC
- 高槻 JAZZ ストリート

### その他
- NEON The Animation 2nd（2011年、通天閣ロボ[注 1]）